# Scott Dixon
Scott Ronald Dixon (Brisbane, Queensland, Australia; 22 de julio de 1980) es un piloto de automovilismo neozelandés, nombrado Miembro de la Orden del Mérito de Nueva Zelanda por sus logros deportivos en 2012. Es hexacampeón de IndyCar Series, logrando el campeonato en 2003, 2008, 2013, 2015, 2018 y 2020, subcampeón en 2007, 2009 y 2023, y tercero en 2010, 2011, 2012, 2014, 2017 y 2022. Ha sido ganador de las 500 Millas de Indianápolis en 2008, y segundo en 2007, 2012 y 2020.
El neozelandés nacido en Australia, es el piloto con más carreras comenzadas en la historia de IndyCar, ha obtenido 59 victorias, 140 podios, 23 temporadas con al menos una victoria (excepto 2002 y 2004) y 21 de manera consecutiva entre otros registros en la IndyCar. Dixon resultó campeón de la Fórmula Vee en 1994, de la segunda división de la Fórmula Ford Nueva Zelanda en 1995, y de la primera división en 1996. Además, también fue campeón de la Indy Lights en el año 2000. Ha sido tres veces ganador absoluto de las 24 Horas de Daytona en 2006, 2015 y 2020, tercero en las 24 Horas de Le Mans de 2016 en la categoría GTE Pro y cuarto en 2023 en la categoría Hypercar.
Recibió el premio a Deportista Masculino de Nueva Zelanda del Año 2008 y 2013 de la Fundación Halberg.

## Carrera deportiva

### Inicios, Indy Lights y CART
Luego de iniciarse en el karting, Dixon fue campeón de la Fórmula Vee Neozelandesa en 1994, de la segunda división de la Fórmula Ford Neozelandesa en 1995, y de la primera división en 1996. Al año siguiente, finalizó tercero de la Fórmula Holden Australiana y fue nombrado novato del año de esa categoría. Dixon conquistó el título de la Fórmula Holden en 1998.
Rechazando ofertas de ascender a los V8 Supercars, el piloto se fue a Estados Unidos a participar de la Indy Lights. Logró una victoria en Laguna Seca y tres podios adicionales, pero una seguidilla de abandonos a mitad de temporada lo relegaron a la quinta colocación final. En 2000, Dixon resultó campeón con seis victorias en doce carreras para el equipo PacWest Lights, de manera que PacWest Racing lo contrató para correr en la CART para 2001.
Con una victoria en Nazareth a la edad de 20 años, 9 meses y 14 días, sumado a un tercer puesto en Milwaukee Mile, Dixon terminó octavo en el campeonato y recibió el premio de novato del año. Tras apenas tres fechas de la temporada 2002, PacWest Racing sufrió el estallido de la burbuja.com, de manera que Dixon se cambió a Chip Ganassi Racing. Logró participar de todas las fechas, pero apenas cosechó un segundo lugar en Denver y quedó 13º en el clasificador final.

### IndyCar Series
Dixon se mantuvo en Chip Ganassi Racing en el traspaso a la IndyCar Series en el año 2003. Pese a estar desacostumbrado a correr exclusivamente en óvalos, el neozelandés batió a todos sus rivales y se llevó el título ese año con tres victorias (Homestead, Pikes Peak y Richmond) y cinco segundos puestos. A lo largo de las siguientes dos temporadas, el motor Toyota perdió competitividad frente a los Honda. Dixon debió conformarse con un segundo lugar en el podio en Phoenix y un décimo puesto final en 2004, y con una única victoria en Watkins Glen y un 13º puesto final en 2005.
Luego de que Honda se convirtiese en proveedor único de motores de la IndyCar Series para 2006, Chip Ganassi Racing volvió al pelotón de punta. Dixon ganó las fechas en Watkins Glen y Nashville, llegó segundo en otras cuatro carreras, y terminó la temporada en cuarto lugar. En 2007, Dixon logró cuatro victorias (Watkins Glen, Nashville, Mid-Ohio y Sears Point) y cuatro segundos lugares. En la fecha final en Chicagoland, a menos de 1 km de la victoria, el automóvil de Dixon se quedó sin combustible. Fue adelantado por su rival por el título, Dario Franchitti, lo que además de dejarlo segundo en la carrera le significó la pérdida del título.
Con seis triunfos (Homestead, sus primeras 500 Millas de Indianápolis, Texas, Nashville, Edmonton y Kentucky), tres segundos puestos y cuatro terceras colocaciones, Dixon fue campeón de la IndyCar Series en 2008. El escolta, Hélio Castroneves, ganó la fecha final tras lograr la pole position y largar desde el fondo de la grilla; Dixon finalizó segundo a 3,3 milésimas de segundo.
Dixon volvió a correr para el equipo Chip Ganassi Racing en 2009. Ganó cinco carreras (Kansas, Milwaukee, Richmond, Mid-Ohio y Motegi), llegó segundo en una y obtuvo la tercera colocación en otras cuatro, incluyendo la última del campeonato. Habiendo peleado por la punta del certamen a lo largo de todo el año frente a su compañero de equipo, Franchitti, y el piloto de Penske Ryan Briscoe, finalizó la temporada en segunda posición por detrás del escocés y por delante del australiano.

Dixon cosechó tres victorias en 2010, Kansas, Edmonton y Homestead, además de dos segundos puestos, dos cuartos y dos quintos, que le significaron un tercer puesto final. En 2011, ganó en Mid-Ohio y Motegi, llegó segundo cuatro veces y tercero en tres oportunidades. No obstante, un mal comienzo de año y la escasez de victorias le impidió disputar el título, por lo cual concluyó tercero.

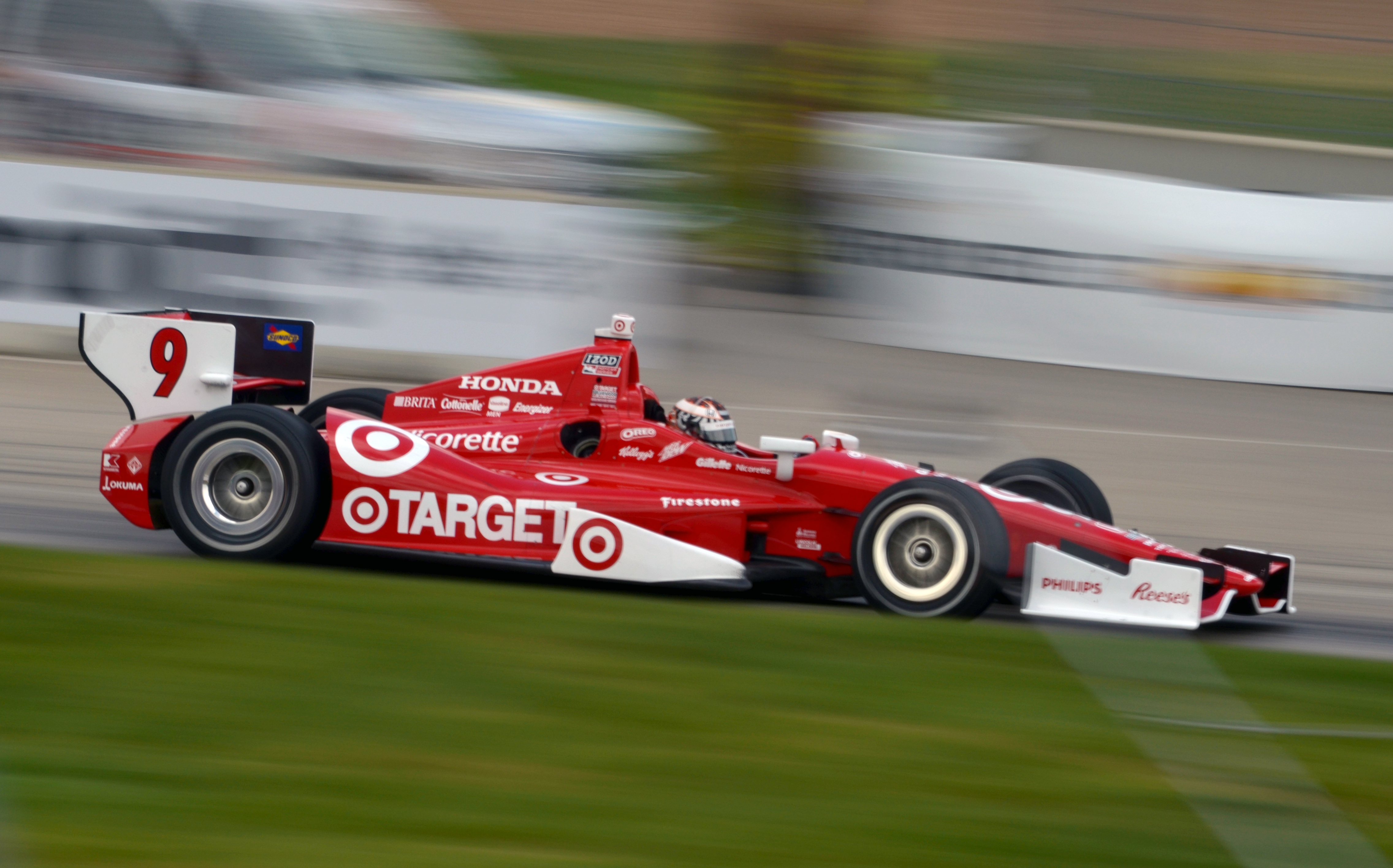
Dallara-Honda de Scott Dixon en el Gran Premio de Detroit 2012.

En 2012, el neozelandés triunfó en Detroit y Mid-Ohio, llegó segundo en Indianápolis y logró un total de seis podios. Sin embargo, tres abandonos y tres arribos retrasados redundaron en una nueva tercera colocación en el campeonato.
El piloto ganó cuatro veces en la temporada 2013: Pocono, las dos carreras de Toronto y la primera de Houston. Además, sumó dos segundos puestos, dos cuartos y dos quintos. De este modo, obtuvo su tercer título en IndyCar frente a Castroneves.
Dixon inició la temporada 2014 con cuatro top 5 en las primeras diez carreras. En la segunda mitad obtuvo dos victorias en Mid-Ohio y Sears Point, un segundo puesto en las 500 Millas de Fontana y siete top 5. Esto le permitió alcanzar la tercera posición final, por detrás de Will Power y Castroneves.
En 2015, el neozelandés logró su cuarto título en la IndyCar, al ganar en Long Beach, Texas y Sonoma, y acumular un tercer puesto y dos cuartos. Quedó empatado en puntos con Juan Pablo Montoya pero en el desempate por victorias, Dixon se impuso con los tres triunfos ante las dos del colombiano.
Ganassi retuvo a Dixon para la temporada 2016 de la IndyCar. Triunfó en Phoenix y Watkins Glen, acabó segundo en Long Beach y tercero en Iowa, por lo que finalizó sexto en el campeonato. En 2017, Dixon logró una victoria en Road America y siete podios, pero quedó tercero en el campeonato detrás de Josef Newgarden y Simon Pagenaud. El neozelandés logró su quinto campeonato de IndyCar en 2018 ante Alexander Rossi, luego de ganar en la primera carrera de Detroit, Texas y Toronto, y lograr dos segundos lugares, cuatro terceros (uno de ellos en las 500 Millas de Indianápolis), y un total de 13 llegadas entre los cinco primeros.

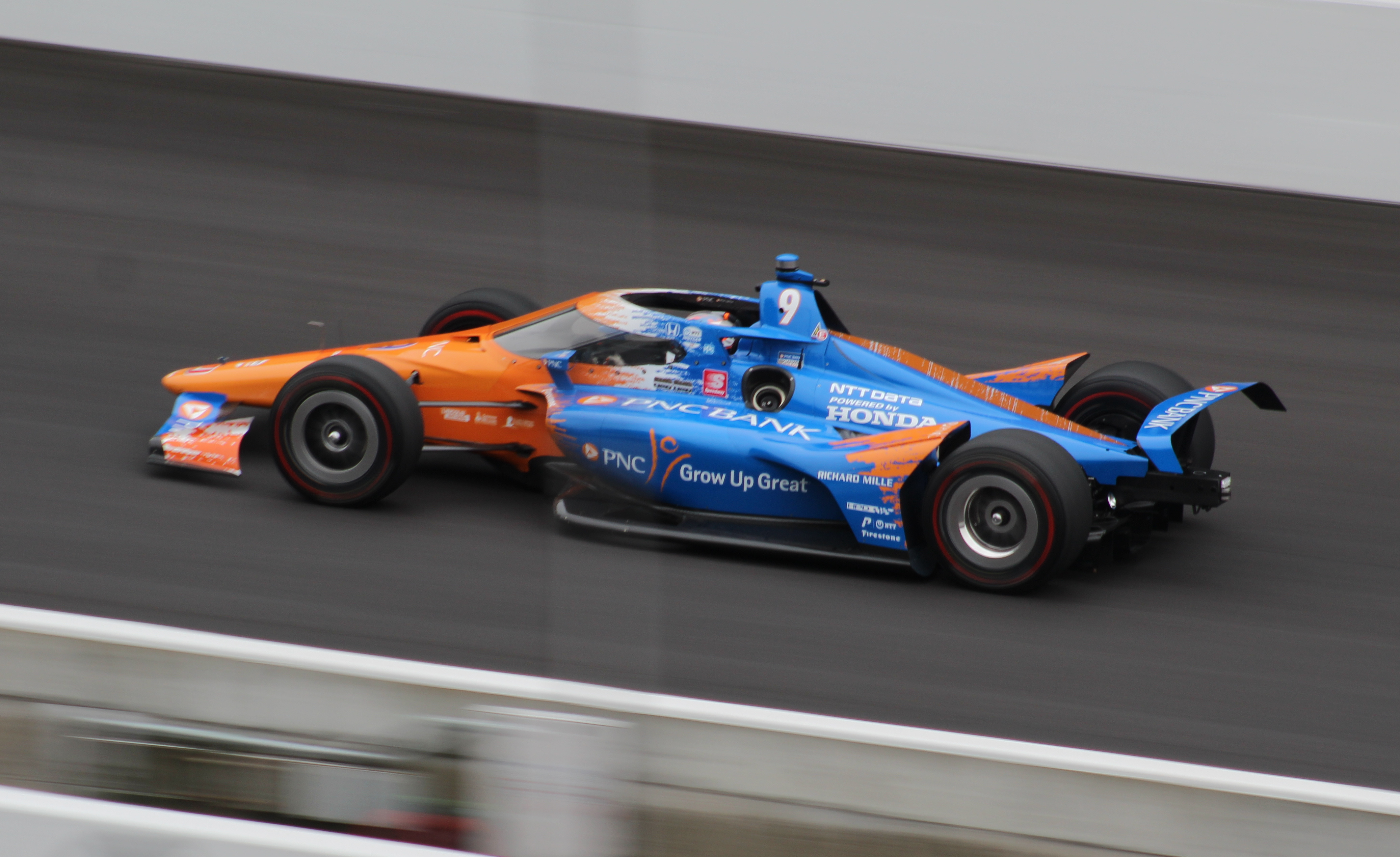
Scott Dixon en las 500 Millas de Indianápolis de 2021.

En 2019, Dixon consiguió dos triunfos (segunda carrera de Detroit y Mid-Ohio) y 10 podios. Sin embargo, malos resultados le impidieron defender con éxito el título, quedando cuarto en la tabla de pilotos. El piloto logró victorias en las tres carreras de la temporada 2020 en Texas, el Gran Premio de Indianápolis y Road América. Además consiguió un segundo puesto en Iowa y las 500 Millas de Indianápolis, y triunfó en la primera carrera de Gateway. Culminó la temporadas con un tercer puesto en San Petersburgo, que le dio su sexto título en la IndyCar ante Newgarden.
En 2021, Dixon finalizó cuarto en la temporada, con una victoria en la primera carrera de Texas, cinco podios y 12 top 10. Además obtuvo la pole position para las 500 Millas de Indianápolis, pero tuvo problemas para reiniciar el coche durante su primera parada en boxes, llegando 17° en la carrera.
El neozelandés siguió con Ganassi en la temporada 2022 de la IndyCar. En las 500 Millas de Indianápolis logró la pole position más rápida de la historia de la prueba con una velocidad promedio de 234,046 mph (376,661 km/h) hasta la fecha (en 2023 se la arrebató el español Álex Palou. Lideró 95 vueltas de la carrera, pero fue penalizado por exceder la velocidad máxima en boxes, y quedó relegado al 21º puesto. El piloto triunfó en Toronto y Nashville, y acumuló ottros dos podios y un total de nueve top 5 en 17 carreras. Así, quedó tercero en la tabla general, por detrás de Will Power y Josef Newgarden.

### Otras competiciones
Dixon participó en nueve ediciones de las 24 Horas de Daytona de la Grand-Am Rolex Sports Car Series para Ganassi, logrando la victoria absoluta en 2006 y un segundo puesto en 2011. También disputó otras tres carreras de la Rolex Sports Car Series para Ganassi: llegó tercero en la fecha de Fontana de 2004, arribó cuarto en la fecha de Miller de 2006, y finalizó cuarto en el Gran Premio del Brickyard de 2012 en Indianápolis.
En 2009, participó además en las 12 Horas de Sebring y Petit Le Mans de la American Le Mans Series pilotando un Acura LMP1 del equipo De Ferran, acompañando a los pilotos regulares Gil de Ferran y Simon Pagenaud. 
En 2014 corrió las 24 Horas de Daytona y las 12 Horas de Sebring del IMSA SportsCar Championship con un Riley Ford de Ganassi, resultando sexto absoluto en la segunda. Participó nuevamente en tres carreras de resistencia del United SportsCar Championship 2015 con un Riley Ford de Ganassi. Logró su segunda victoria en las 24 Horas de Daytona, en tanto que acabó segundo en Petit Le Mans y cuarto en las 12 Horas de Sebring.

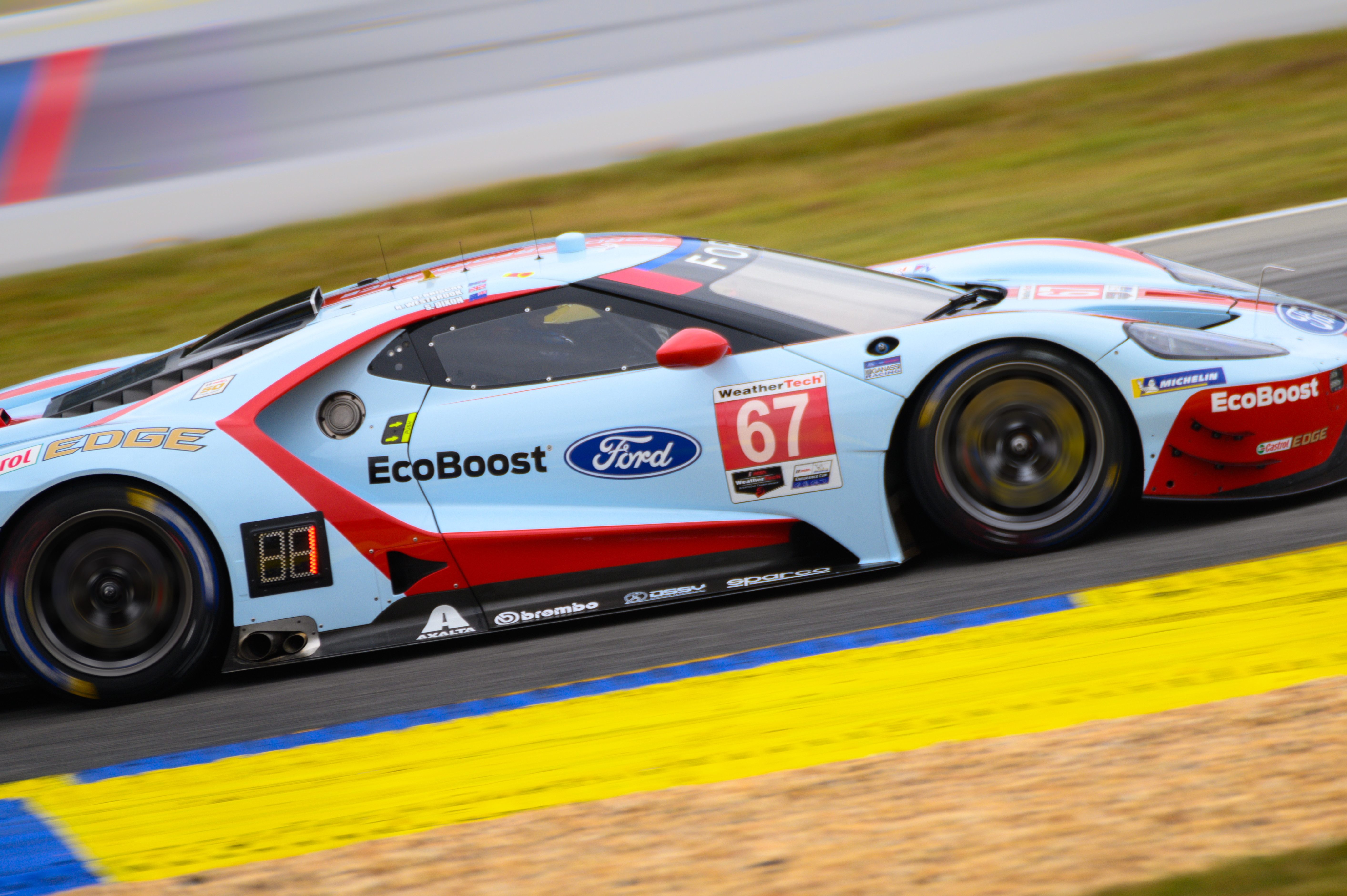
Ford GT número 67 de Chip Ganassi Racing conducido por Briscoe, Westbrook y Dixon en la Petit Le Mans 2019.

Dixon disputó las tres carreras de resistencia del IMSA SportsCar Championship 2016 con Ganassi. Corrió las 24 Horas de Daytona con un Riley Ford junto a Tony Kanaan, Jamie McMurray y Kyle Larson, finalizando 13º absoluto. Luego disputó las 12 Horas de Sebring y Petit Le Mans con un Ford GT oficial junto a Ryan Briscoe y Richard Westbrook, obteniendo respectivamente el quinto y séptimo puesto en la clase GTLM.
Los siguientes tres años, el neozelandés volvió a correr para Ganassi con un Ford GT en las tres carreras de resistencia del campeonato IMSA. En 2017, su mejor resultado fue cuarto en Sebring. En 2018 ganó las 24 Horas de Daytona junto a Briscoe y Westbrook, y en 2019 triunfó en Petit Le Mans, en esta caso junto a Briscoe y Renger van der Zande.
Ganassi se ausentó en la temporada 2020 del IMSA SportsCar Championship. Dixon fue contratado por Wayne Taylor para pilotar un Cadillac DPi en las tres carreras de resistencia. Obtuvo la victoria en las 24 Horas de Daytona y Petit Le Mans, acompañando a Briscoe y Van der Zande así como a Kamui Kobayashi en la carrera floridana.

## Resultados

### 24 Horas de Le Mans
| Año     | Equipo                     | Copilotos                               | Automóvil           | Clase    | Vueltas | Pos. | Pos. Clase |
| ------- | -------------------------- | --------------------------------------- | ------------------- | -------- | ------- | ---- | ---------- |
| 2016    | Ford Chip Ganassi Team USA | Ryan Briscoe Richard Westbrook          | Ford GT             | GTE Pro  | 340     | 20.º | 3.º        |
| 2017    | Ford Chip Ganassi Team USA | Ryan Briscoe Richard Westbrook          | Ford GT             | GTE Pro  | 337     | 23.º | 7.º        |
| 2018    | Ford Chip Ganassi Team USA | Ryan Briscoe Richard Westbrook          | Ford GT             | GTE Pro  | 309     | 39.º | 14.º       |
| 2019    | Ford Chip Ganassi Team USA | Ryan Briscoe Richard Westbrook          | Ford GT             | GTE Pro  | 341     | 24.º | 5.º        |
| 2023    | Cadillac Racing            | Sébastien Bourdais Renger van der Zande | Cadillac V-Series.R | Hypercar | 340     | 4.º  | 4.º        |
| Fuente: |                            |                                         |                     |          |         |      |            |